# オレノイデス
オレノイデス (Olenoides) は、カンブリア紀に生息していた三葉虫の属の一つ。バージェス動物群の1つである。北米のほか、グリーンランド・中央アジアからも多数の個体が発見されている。頭部からは触角が、尾部からは尾毛がそれぞれ1対飛びでている。全長は8.5cmほど。